# Władysław Beszterda

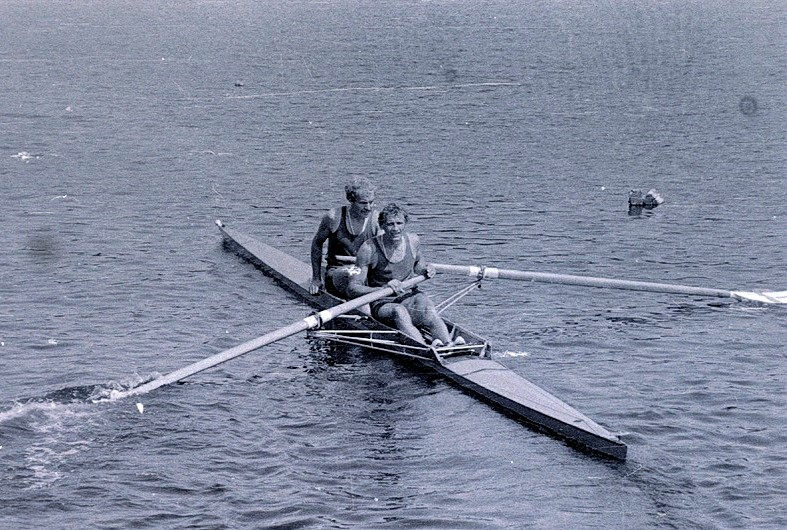
Władysław Beszterda i Mirosław Jarzembowski, 1982

Władysław Beszterda (ur. 28 września 1951 w Gdańsku) – polski wioślarz, olimpijczyk z Moskwy w 1980, z zawodu elektromechanik.
W trakcie kariery reprezentował gdańskie kluby Gedania i Stoczniowiec (z przerwą związaną ze służbą wojskową, gdy reprezentował Zawiszę Bydgoszcz). Wielokrotny Mistrz Polski w latach 1973–1981.

## Osiągnięcia
- 1974 – 9. miejsce na mistrzostwach świata w ósemce
- 1975 – 10. miejsce na mistrzostwach świata w ósemce
- 1979 – 12. miejsce na mistrzostwach świata w czwórce bez sternika
- 1980 – 9. miejsce na igrzyskach olimpijskich w ósemce
- 1981 – 11. miejsce na mistrzostwach świata w czwórce bez sternika